# Ingeborg Bayer
Ingeborg Bayer (* 3. Juli 1927 in Frankfurt am Main; † 27. März 2017) war eine deutsche Schriftstellerin.

## Leben
Ingeborg Bayer absolvierte nach dem Abitur eine Ausbildung zur Diplom-Bibliothekarin an wissenschaftlichen Bibliotheken. Anschließend studierte sie Medizin und Indologie (Hindi). Sie war als Archivarin in einem medizinischen Archiv tätig. Ab 1958 war sie freiberufliche journalistische Mitarbeiterin diverser Zeitungen und Rundfunkanstalten. 1963 veröffentlichte sie ihr erstes Buch. Die Autorin lebte zuletzt in Glottertal bei Freiburg im Breisgau.
Ingeborg Bayer war die Verfasserin von Jugendbüchern, die sie teilweise zu Theaterstücken umarbeitete. Ihr Werk umfasst sowohl historische und zeitgeschichtliche Romane als auch Bücher zu sozialen und psychologischen Jugendthemen. 
Ingeborg Bayer war Mitglied des PEN-Zentrums Deutschland. Sie erhielt u. a. 1975 den Österreichischen Staatspreis, 1982 den Preis der Friedrich-Ebert-Stiftung „Das politische Buch“, 1986 den Kathrin-Türks-Preis der Stadt Dinslaken, 1988 den Friedrich-Bödecker-Preis sowie 1989 den Deutschen Jugendliteraturpreis für ihren Roman „Zeit für die Hora“.

## Werke (Auswahl)
- Fliegende Feuer im Jahr „Zwei Rohr“, Stuttgart 1963
- Ein heißer Wind ging über Babylon, Stuttgart 1965
- Der Teufelskreis, Würzburg 1968
- Julia und die wilde Stute, Würzburg 1969
- Begegnung mit Indira, Würzburg 1970
- Nacht des Jaguars, Würzburg 1971
- Trip ins Ungewisse, Würzburg 1971
- Natascha, Baden-Baden 1972
- Boris und Natascha, Baden-Baden 1973
- Die vier Freiheiten der Hanna B., Signal-Verlag, Baden-Baden 1974
- Hernando Cortez, Balve (Sauerland) 1975
- Johannesgasse 30, Baden-Baden 1975
- Yamba, Baden-Baden 1976
- David und Dorothee, Baden-Baden 1977 (zusammen mit Hans-Georg Noack)
- Dünensommer, Baden-Baden 1977
- Zwiesprache mit Tobias, Zürich [u. a.] 1978
- Träume für Tadzio. Erzählung. 1979.
- Der Drachenbaum. Zürich [u. a.] 1982.
- Die Reise nach Vichy, Würzburg 1986
- Flug des Milan, Würzburg 1987
- Die Welt beunruhigen, Stuttgart 1987
- Zeit für die Hora, Würzburg 1988
- Stadt der tausend Augen, München 1991
- In den Gärten von Monserrate, München 1993
- Die Spur des Kometen, München 1995
- Das schwarze Pergament, München 1997
- Der brennende Salamander, München 2000
- Jacobäas Traum, Würzburg 2004
- Stadt der blauen Paläste, München 2006
- Stadt der dunklen Masken, München 2007

## Herausgeberschaft
- Ehe alles Legende wird. Baden-Baden 1979; 3. Auflage 1982.